# Трыстиково (Варненская область)
Трыстиково (болг. Тръстиково) — село в Болгарии. Находится в Варненской области, входит в общину Аврен. Население составляет 593 человека.

## Политическая ситуация
В местном кметстве Трыстиково, в состав которого входит Трыстиково, должность кмета (старосты) исполняет Лучезар Славов Лазаров (Граждане за европейское развитие Болгарии (ГЕРБ)) по результатам выборов правления кметства.
Кмет (мэр) общины Аврен — Красимир Христов Тодоров (коалиция в составе 2 партий: Национальное движение «Симеон Второй» (НДСВ), Болгарская социал-демократия (БСД)) по результатам выборов в правление общины.